# MS Radiance of the Seas
"MS Radiance of the Seas" је крузер којим управља "Royal Caribbean International". Крузер је регистрован у Насау, Бахаме. У класи под називом "Radiance" налази се још три крузера ("Jewel of the Seas", "Brilliance of the Seas" и "Serenade of the Seas").

##### Листа најважнијих ствари на овом крузеру:
| Угоститељска понуда |
| Одмор и опуштање    |
| Акција и авантура   |
| Дјеца и породица    |
| Забава и шопинг     |